# 김태홍 (농구 선수)
김태홍(1988년 8월 21일 ~ )은 대한민국의 농구 선수이며 포지션은 파워 포워드이다. 원주 DB 프로미에서 주장을 맡고 있다.

## 원주 DB 프로미시절
2011-2012 시즌 신인 드래프트에서 2라운드 2순위로 전주 KCC 이지스에 지명되었다. 이후 계속 식스맨과 교체 멤버를 오가다가, 2016-2017 시즌에 원주 DB 프로미로 이적했고, 2017-2018 시즌에서 리빌딩의 대가로 불리는 이상범 감독의 지도하에 주전으로 도약하고 주장으로 선임되었다. 주장으로 선임된후 1군에서 좋은모습을 보이면서 기량발전상을 수상하였다.ㅡ

## 출신 학교
- 용산고등학교
- 고려대학교